# Veneranda Confraternita del Santissimo Crocifisso

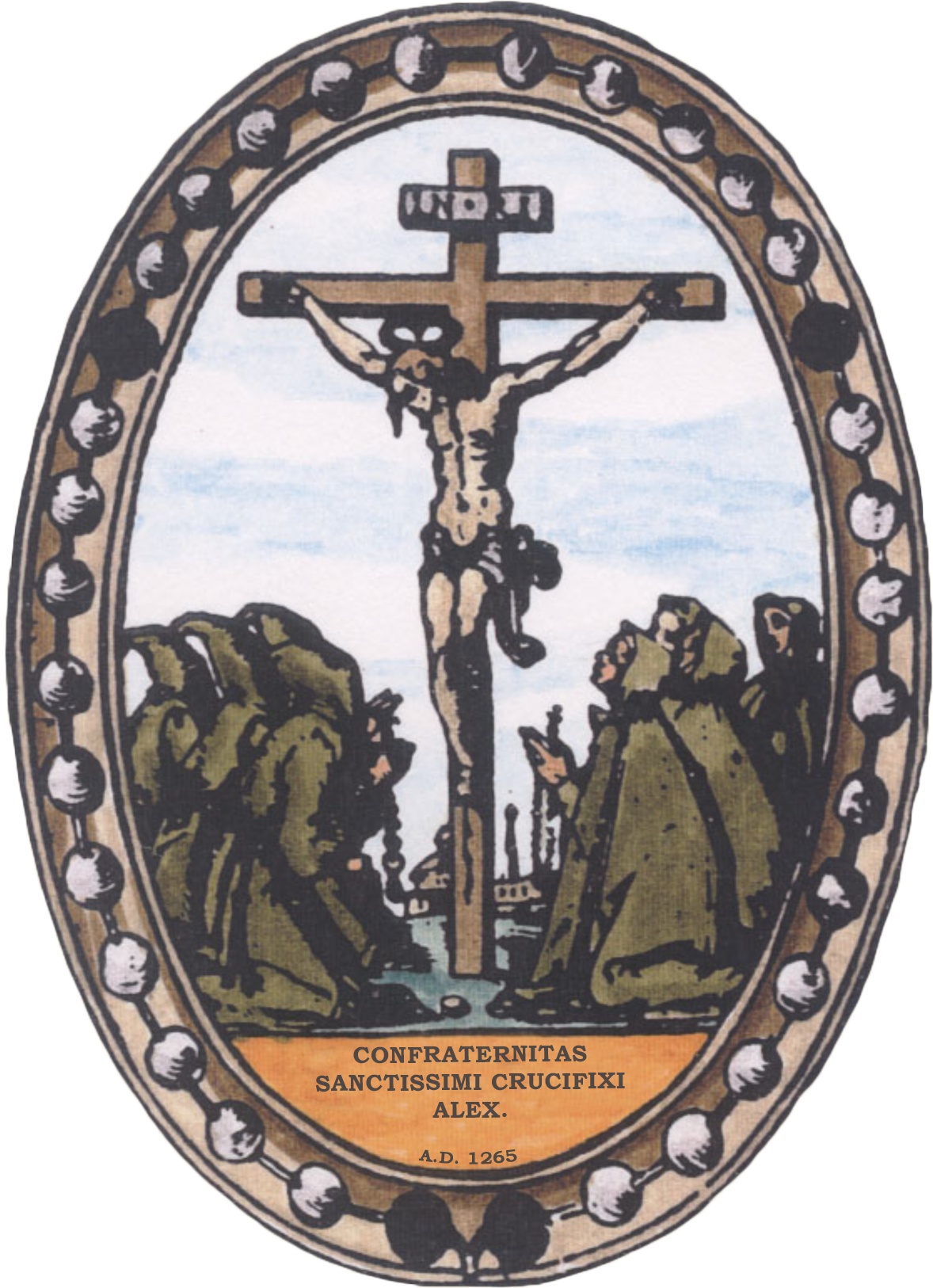
Stemma della Confraternita

La Veneranda Confraternita del Santissimo Crocifisso in san Giovannino è una confraternita di Alessandria. Tra le più antiche istituzioni della città, è stata fondata nel XIII secolo nell'àmbito dei movimenti penitenziali dell'Italia medievale.

## Storia

### Contesto storico religioso
Ogni discorso sull'origine delle Confraternite non può prescindere dalla spiritualità laicale del Medioevo. È il terreno sul quale si sviluppò il movimento penitenziale che è alle origini delle Confraternite. In alcuni testi dei primi secoli si è potuto osservare che essi non si riferivano affatto a peccatori pubblici condannati ad un regime ascetico severo, ma a laici che accettavano spontaneamente lo stesso regime.
I primi erano criminali resisi notoriamente colpevoli di reati, che manifestavano un sincero pentimento e accettavano le restrizioni espiatorie che venivano loro imposte: i secondi, colpevoli di qualche peccato segreto o semplicemente decisi a cambiare vita (conversio morum), si umiliavano al punto di accettare le stesse restrizioni.
Il regime dei peccatori pubblici consisteva nei seguenti obblighi ad vitam:
- adozione dell'abito penitenziale;
- vita ritirata (con divieto di assistere a feste, spettacoli, banchetti, etc.);
- proibizione di praticare il commercio;
- rinuncia alle funzioni amministrative, giudiziarie e militari;
- continenza assoluta, anche per i coniugati;
- sobrietà nel bere e nel mangiare.

Tali restrizioni venivano assunte anche dai penitenti volontari.
In seguito, a durata delle restrizioni fu limitata a determinati periodi e da allora i peccatori pubblici non vennero più, come i penitenti volontari, definitivamente costituiti nello “stato” della penitenza, ma temporaneamente collocati nella “categoria” della penitenza; ed entrambi costituivano l’ordo pænitentium.
Il perugino Raniero Fasani, laico, padre di famiglia e penitente volontario, non accontentandosi delle austerità prescritte dalle Regole dei Penitenti, incominciò a praticare assiduamente la "disciplina" (autoflagellazione) anzi, nel 1260, convinse i suoi concittadini a praticarla pubblicamente per fare penitenza e per rappacificarsi. Questa manifestazione diede poi origine alla "grande devozione" e fece sorgere dappertutto le Confraternite che, per ciò, furono dette: dei disciplinanti.
Il movimento penitenziale, quindi, si può considerare come una grande galassia comprendente diverse componenti, formatesi non meccanicamente ma come diversa evoluzione di una comune sensibilità e spiritualità. Si può così fare riferimento a due grandi filoni che diedero vita a due diverse forme di associazioni: le prime, più propriamente dette dei penitenti, le seconde, dette dei disciplinati. Ciascuna aveva caratteristiche proprie che la differenziavano dall'altra, però non furono mai contrapposte essendo, semmai, due momenti di diversa qualità e intensità di una stessa sensibilità e cultura penitenziale di fondo.
In generale si può affermare che i penitenti si affiancarono o furono espressione diretta degli Ordini mendicanti e, soprattutto, nel XV secolo diedero vita ai terzi ordini; i disciplinanti invece custodirono sempre gelosamente la propria autonomia, certamente chiedevano e ottenevano consigli dai religiosi che curavano anche la loro vita spirituale, ma avevano l'avvertenza di procurarsi una propria sede e un proprio oratorio nel quale fare la disciplina e tenere le devozioni e le riunioni del sodalizio.
Così fecero anche gli antichi confratelli di san Giovannino.

### Origini della Confraternita

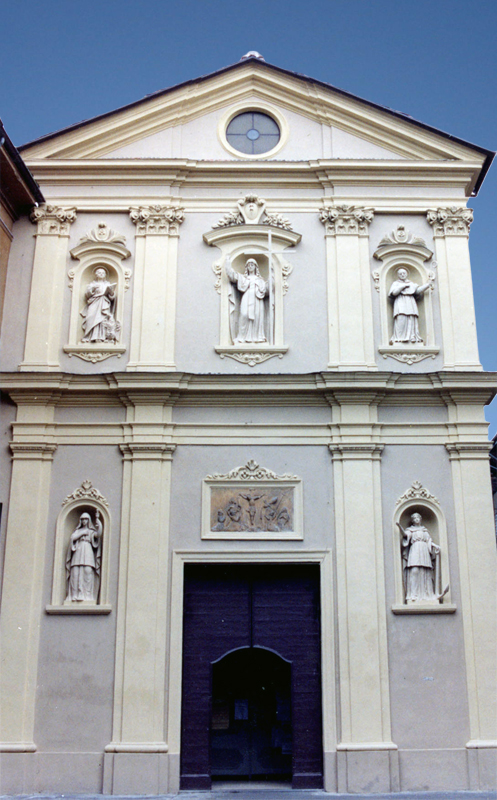
Facciata della Chiesa di San Giovannino, sede della Confraternita.

Come già scritto la Confraternita del santissimo Crocifisso di Alessandria è fra le più antiche istituzioni della città. Nel "Libro dei conti" conservato dal sodalizio si legge che nel 1728, dovendo rispondere ad un questionario inviato dall'Intendente della città comprendente anche la richiesta di notizie in ordine alla fondazione della Confraternita, i confratelli risposero che:
Negli atti della visita pastorale del 1732 si afferma che la Confraternita ha Statuti propri confermati da papa Clemente IV (il francese Guy Le Gros Foulquois). Queste differenze erano probabilmente originate da errori di lettura e di trascrizione comprensibili in persone che avevano poca dimestichezza con libri e penne. Anche se l'affermazione contenuta negli atti della visita pastorale pare più credibile essendo redatti da persone, officiali curiali, che - oltre a saper leggere e scrivere, anche in latino - conoscevano la storia della Chiesa e la successione dei Pontefici.
È quindi necessario trovare il "minimo comune denominatore" di queste affermazioni.
Clemente IV fu pontefice dal 1265 al 1268 cioè in anni abbastanza vicini a quello indicato nel Libro dei conti (potrebbe trattarsi di un errore di trascrizione: 1240 in cifre romane si scrive MCCXL; e 1260: MCCLX) e a quelli indicati dall'annalista Guglielmo Schiavina (1260/61) come data di inizio della presenza delle Confraternite in città, nell'àmbito del movimento penitenziale sorto a Perugia per opera di Raniero Fasani. Scrive, infatti, lo Schiavina:
Si può, perciò, affermare che la fondazione della Confraternita può essere collocata in questo periodo e il pontificato di papa Clemente IV, che regnò dal 5 febbraio 1265 al 29 novembre 1268, è il termine ad quem più alto che si possa fissare relativamente all'esistenza certa della Confraternita.